# 蛳蜗牛科
蛳蜗牛科（學名：Corillidae），又名瞳孔蜗牛科，是腹足纲柄眼目Plectopyloidea總科之下的一個科級分類單元，但下目地位未定。本科就只有蛳蜗牛属 （Corilla Adams & Adams, 1855）這一個屬。過往本科還包括只見於澳大利亞東部昆士蘭州的Craterodiscus屬（McMichael, 1959），但隨着這個屬的第二個物種出現，確認了Craterodiscus屬與Dyakiidae科的關係比螄蝸牛科更為密切，因此在2020年被重新分類到Dyakiidae科去。

## 外部連結
- 維基物種上的相關：蛳蜗牛科